# Sphaeroma sinensis
Sphaeroma sinensis là một loài chân đều trong họ Sphaeromatidae. Loài này được Yu & Li miêu tả khoa học năm 2002.